# Luxemburgse gemeente

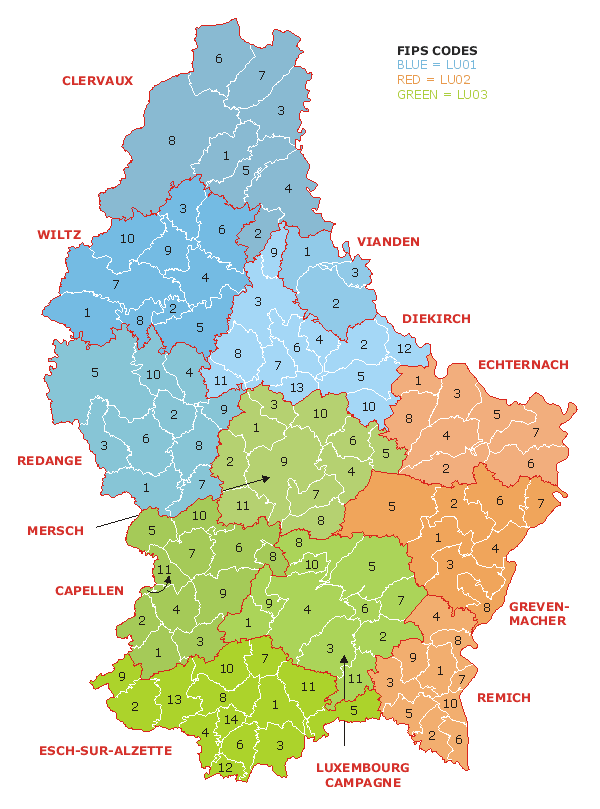
Indeling van de Luxemburgse gemeenten vóór 1 januari 2012

Het Groothertogdom Luxemburg is sinds 1 januari 2012 onderverdeeld in 106 gemeenten. De gemeenten vormen de kleinste bestuurlijke eenheid in Luxemburg en zijn verdeeld over 12 kantons die tot 2015 gegroepeerd waren in 3 districten.
De meeste gemeenten zijn relatief klein, met minder dan 5000 inwoners. De 21 grootste gemeenten, met meer dan 5000 inwoners zijn hieronder aangegeven. Voor een compleet overzicht, zie de lijst van gemeenten in Luxemburg. Hierin wordt de indeling van voor 1 januari 2012 aangehouden omdat de nieuwste bevolkingsstatistieken nog niet beschikbaar zijn.
| Grootste gemeenten in Luxemburg | Grootste gemeenten in Luxemburg | Grootste gemeenten in Luxemburg | Grootste gemeenten in Luxemburg | Grootste gemeenten in Luxemburg | Grootste gemeenten in Luxemburg |
| Rang                            | Gemeente                        | Aantal inwoners                 | Aantal inwoners                 | Aantal inwoners                 | Kanton                          |
| Rang                            | Gemeente                        | 1991                            | 2001                            | 2005 (schatting)                | Kanton                          |
| ------------------------------- | ------------------------------- | ------------------------------- | ------------------------------- | ------------------------------- | ------------------------------- |
| 1.                              | Luxemburg                       | 75.833                          | 76.688                          | 76.420                          | Luxemburg                       |
| 2.                              | Esch-sur-Alzette                | 24.018                          | 27.146                          | 28.000                          | Esch-sur-Alzette                |
| 3.                              | Differdange                     | 15.740                          | 18.172                          | 19.005                          | Esch-sur-Alzette                |
| 4.                              | Dudelange                       | 14.674                          | 17.320                          | 17.618                          | Esch-sur-Alzette                |
| 5.                              | Pétange                         | 12.352                          | 13.749                          | 14.632                          | Esch-sur-Alzette                |
| 6.                              | Sanem                           | 11.554                          | 13.041                          | 13.864                          | Esch-sur-Alzette                |
| 7.                              | Hesperange                      | 9.921                           | 10.400                          | 11.504                          | Luxemburg                       |
| 8.                              | Bettembourg                     | 8.020                           | 9.063                           | 9.234                           | Esch-sur-Alzette                |
| 9.                              | Schifflange                     | 6.870                           | 7.849                           | 8.084                           | Esch-sur-Alzette                |
| 10.                             | Ettelbruck                      | 6.552                           | 7.344                           | 7.364                           | Diekirch                        |
| 11.                             | Kayl                            | 6.292                           | 7.050                           | 7.335                           | Esch-sur-Alzette                |
| 12.                             | Mersch                          | 5.970                           | 7.012                           | 7.286                           | Mersch                          |
| 13.                             | Bascharage                      | 5.034                           | 6.590                           | 6.958                           | Capellen                        |
| 14.                             | Mamer                           | 6.264                           | 6.753                           | 6.823                           | Capellen                        |
| 15.                             | Walferdange                     | 5.819                           | 6.437                           | 6.604                           | Luxemburg                       |
| 16.                             | Strassen                        | 4.920                           | 5.901                           | 6.173                           | Luxemburg                       |
| 17.                             | Diekirch                        | 5.589                           | 6.068                           | 6.165                           | Diekirch                        |
| 18.                             | Mondercange                     | 4.942                           | 6.089                           | 6.099                           | Esch-sur-Alzette                |
| 19.                             | Junglinster                     | 4.772                           | 5.753                           | 5.911                           | Grevenmacher                    |
| 20.                             | Bertrange                       | 4.228                           | 5.514                           | 5.724                           | Luxemburg                       |
| 21.                             | Niederanven                     | 5.053                           | 5.439                           | 5.342                           | Luxemburg                       |

Capellen · Clervaux · Diekirch · Echternach · Esch-sur-Alzette · Grevenmacher · Luxemburg · Mersch · Redange · Remich · Vianden · Wiltz

 Europa · Luxemburg · Kantons · Gemeenten 